# Ambros Martín
Ambrosio José Martín Cedres dit Ambros Martín, né le 30 avril 1968 à Arrecife, est ancien joueur de handball et désormais entraîneur espagnol. 
En clubs, il a notamment évolué pour le Portland San Antonio avec lequel il a remporté plusieurs titres dont une Ligue des champions, une Coupe des vainqueurs de coupe et un Championnat d'Espagne.
Reconverti entraîneur chez les femmes, il fait du SD Itxako le meilleur club espagnol puis avec le club hongrois du Győri ETO KC, il remporte notamment la Ligue des champions à quatre reprises. Il rejoint ensuite en 2018 le club russe du Rostov-Don puis devient sélectionneur de l'équipe de Russie féminine. En 2020, malgré deux doublés Championnat-Coupe de Russie, il n'est pas prolongé à Rostov puis est limogé en décembre après que la Russie a échoué à se qualifier pour les demi-finale du Championnat d'Europe 2020.

## Palmarès de joueur

### En club
Sauf précision, le palmarès a été acquis avec le Portland San Antonio.
Compétitions internationales
- Vainqueur de la Ligue des champions (1) : 2001
  - Finaliste en 2003
- Vainqueur de la Coupe des vainqueurs de coupe (1) : 2000
- Finaliste de la Coupe des Villes en 1995 (avec le Cadagua Gáldar)
- Vainqueur de la Supercoupe d'Europe (1) : 2000
  - Finaliste : 2001

Compétitions nationales
- Vainqueur du Championnat d'Espagne (1) : 2002
  - Vice-champion en 1998, 2000
- Vainqueur de la Coupe d'Espagne (2) : 1999 et 2001
  - Finaliste : 1998
- Vainqueur de la Supercoupe d'Espagne (2) : 2001-2002, 2002-2003
- Finaliste de la Coupe ASOBAL en 2000, 2001, 2002

## Palmarès d'entraineur

### Entraîneur de club
Compétitions internationales
- Vainqueur de la Ligue des champions (4) : 2013, 2014, 2017, 2018
  - Finaliste en 2011 (avec Itaxko), 2016
- Vainqueur de la Coupe de l'EHF (1) : 2009
  - Finaliste en 2008

Compétitions nationales
- Vainqueur du Championnat d'Espagne (4) : 2009, 2010, 2011 et 2012
  - Vice-champion en 2008
- Vainqueur de la Coupe d'Espagne (3) : 2010, 2011, 2012
- Vainqueur de la Supercoupe d'Espagne (2) : 2010, 2011
- Vainqueur du Championnat de Hongrie (4) : 2013, 2014, 2016, 2017
- Vainqueur de la Coupe de Hongrie (5) : 2013, 2014, 2015, 2016, 2018
- Vainqueur du Championnat de Russie (2) : 2019, 2020
- Vainqueur de la Coupe de Russie (2) : 2019, 2020

### Sélectionneur
- 5e place au championnat d'Europe 2016 avec Roumanie
- 10e place au championnat du monde 2017 avec Roumanie
- 4e place au championnat d'Europe 2018 avec Roumanie
- médaille de bronze au championnat du monde 2019 avec Russie
- 5e place au Championnat d'Europe 2020 avec Russie

### Distinctions individuelles
- élu meilleur entraîneur de la Ligue des champions (4) : 2015, 2016, 2017, 2018